# توفیق موساوی
توفیق موساوی (انگلیسی: Toufik Moussaoui؛ زادهٔ ۲۰ آوریل ۱۹۹۱) بازیکن فوتبال اهل الجزایر است.
وی همچنین در تیم ملی فوتبال الجزایر بازی کرده‌است.